# Brachyta danilevskyii
Brachyta danilevskyii là một loài bọ cánh cứng thuộc phân họ Lepturinae, trong họ Cerambycidae. Loài này phân bố ở Nhật Bản.